# Passiflora eueidipabulum
Passiflora eueidipabulum S. Knapp & Mallet – gatunek rośliny z rodziny męczennicowatych (Passifloraceae Juss. ex Kunth in Humb.). Występuje naturalnie w Kostaryce oraz Panamie. Według niektórych źródeł rośnie także w Hondurasie.

## Morfologia
PokrójZdrewniałe, trwałe, nagie liany.
LiścieOwalne, rozwarte lub ostrokątne u podstawy. Mają 9–18 cm długości oraz 5–15 cm szerokości. Całobrzegie, z tępym lub ostrym wierzchołkiem. Ogonek liściowy jest nagi i ma długość 45–80 mm. Przylistki są szczeciniaste, mają 2–3 mm długości.
KwiatyZebrane w pary. Działki kielicha są podłużnie owalne, białawe, mają 2,2–2,5 cm długości. Płatki są podłużnie owalne, białe, mają 2,2–2,5 cm długości. Przykoronek ułożony jest w czterech rzędach, zielono-brunatny, ma 2–15 mm długości.
OwoceSą jajowatego kształtu. Mają 8,5–10 cm długości i 5 cm średnicy.